# Ben Lear
Benjamin Lear (Hamilton, Ontario, Canadà, 12 de maig de 1879 - Murfreesboro, Tennessee, 2 de novembre de 1966) va ser un general dels Estats Units que va servir a la guerra hispano-estatunidenca, la guerra filipino-estatunidenca i la Primera i Segona Guerra Mundial.

## Joventut
Ben Lear entrà a l'exèrcit el 1898, quan va ingressar al 1r d'Infanteria de Colorado, del cos de voluntaris, per participar en la guerra hispano-estatunidenca com a primer sergent. Durant la guerra filipino-estatunidenca va ser ascendit a segon tinent, primer al 1r de Colorado i posteriorment al 36è d'Infanteria del cos de voluntaris. En acabar la guerra entrà a l'exèrcit regular com a sergent.

## Jocs Olímpics
El 1912 va prendre part en els Jocs Olímpics d'Estocolm, on va guanyar la medalla de bronze en la prova del concurs per equips del programa d'hípica, amb el cavall Poppy; formant equip amb John Montgomery, Ephraim Graham i Guy Henry. En el concurs individual acabà en setena posició. En la prova de salts d'obstacles per equips fou quart.

## Vida militar
Posteriorment va servir en la Primera Guerra Mundial. El 1922 es graduà a l'Army School of the Line, el 1923 a l'Army General Staff School i el 1926 a l'Army War College.
Va ser ascendit a general de brigada el maig de 1936 i a major general l'octubre de 1938. Va comandar la 1a Divisió de Cavalleria de 1936 a 1938, i el Sector Pacífic de la Zona del Canal de Panamà de 1938 a 1940.
Lear fou ascendit a tinent general l'octubre de 1940. Entre el 20 d'octubre de 1940 i el 25 d'abril de 1943 va ser comandant general del Segon Exèrcit dels Estats Units, i com a tal, va ser l'encarregat d'entrenar a un gran nombre de soldats nord-americans durant la Segona Guerra Mundial. Es va fer conegut com un disciplinari estricte.
Lear va ascendir a tinent general a l'octubre de 1940 i va ser comandant general del Segon Exèrcit dels EUA del 20 d'octubre de 1940 al 25 d'abril de 1943. Com a tal, va ser l'encarregat d'entrenar a un gran nombre de soldats estatunidencas durant la Segona Guerra Mundial.
El maig de 1943, en fer 64 anys, es va jubilar, però immediatament va ser reincorporat al servei per servir al Consell personal del Secretari de Guerra i fou ascendit a tinent general. A la mort del tinent general Lesley J. McNair a Normandia el juliol de 1944, Lear es va convertir en Comandant General de les Forces Terrestres de l'Exèrcit .
La manca de soldats provocat pel contraatac alemany de les Ardenes va fer que el gener de 1945 fos nomenat subdirector del Teatre d'operacions europeu. Finalment es retirà de l'exèrcit el juliol de 1945 i fou promogut a general el 19 de juliol de 1954.
Morí el novembre de 1966 a Murfreesboro, Tennessee, i fou enterrat al Cementiri nacional d'Arlington.